# Servische Radicale Partij

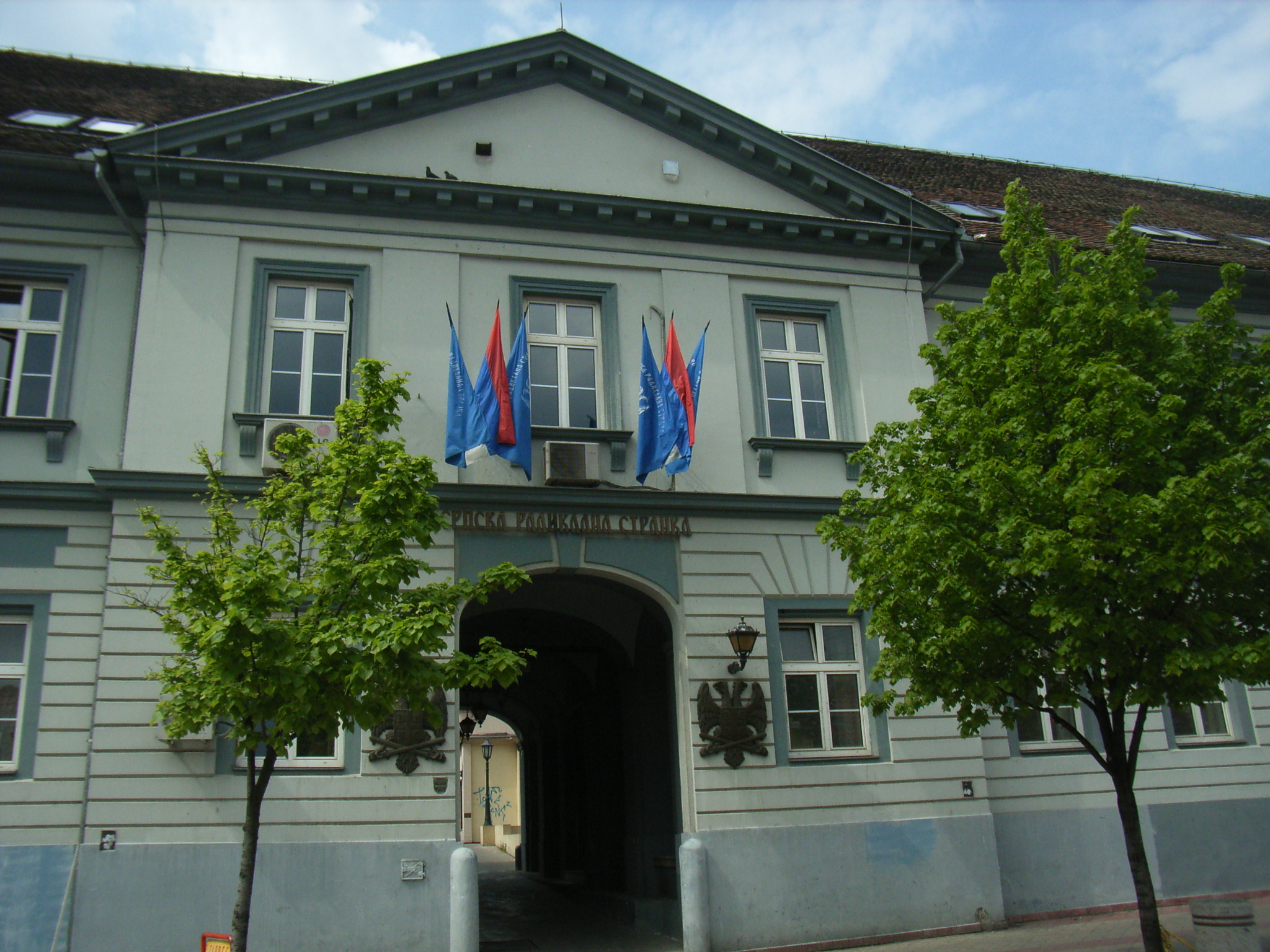
Hoofdkantoor van de Servische Radicale Partij

De Servische Radicale Partij (Servisch: Српска радикална странка (Срс), Srpska radikalna stranka (SRS)) is een ultranationalistische politieke partij in Servië. De partij werd in 1991 opgericht door de later van oorlogsmisdaden verdachte Vojislav Šešelj. De partij heeft onder andere één Groot-Servië als ideaal.
De Servische Radicale Partij wordt onder ander in verband gebracht met de Witte Adelaars, een paramilitaire groep tussen 1991 en 1995 in de Onafhankelijkheidsoorlog van Kroatië en de Bosnische Oorlog. Het verband wordt echter ontkend door Vojislav Šešelj.
Bij de parlementsverkiezingen van 21 januari 2007 werd de SRS de grootste partij van Servië met 28,6 procent van de stemmen. Een jaar later behaalde de partij zelfs 29,5 procent van de stemmen, maar belandde beide keren in de oppositie. De partij werd geleid door Tomislav Nikolić (officieel vice-partijvoorzitter), maar in 2008 kwam het tot breuk. Nikolić verliet met een groot deel van zijn aanhang de partij. Zij waren voorstander van toenadering tot de Europese Unie en botste daarmee met meer radicale elementen binnen de partij. Hij lanceerde de Servische Progressieve Partij en werd in 2012 zelfs gekozen als president van Servië. Van de Servische Radicale Partij bleef weinig over. In 2012 haalde ze 4,6 procent van de stemmen en daarmee onder de kiesdrempel. De partij verdween daardoor uit het parlement. In 2014 was het resultaat nog slechter, namelijk 2 procent. In april 2016, nadat Seselj uit Den Haag / Scheveningen was teruggekeerd, kwam de SRS terug in het parlement, om bij de verkiezingen van 21 juni 2020 opnieuw te verdwijnen.